# Jakob Bengtsson
Jakob (i vissa källor Jacob) Bengtsson, född den 22 juli 1827 i Rya socken, nuvarande Örkelljunga kommun , död den 7 februari 1905 i Örkelljunga, var en svensk präst och författare av småskrifter. Han var under beteckningen pastor Bengtsson känd som ett av Stockholmsoriginal.
Bengtsson var son till åbon Bengt Johansson och Pernilla Jönsdotter. Som 27-åring inskrevs han vid Lunds universitet 1854 och prästvigdes 1858. Han avsattes dock från prästämbetet 1872, uppenbarligen på grund av samarbetssvårigheter och psykiska problem. Han bodde en stor del av sitt liv i Stockholm, där gav ut småskrifter som han sålde på gatan, särskilt på Strömparterren. Han skrev den religiösa skriften Evangelina och den politiska skriften Om införseltullar och förbrukningsskatter, ej av lekamliga nödvändighets- utan i stället av lekamliga överflödsvaror. Han fanns i Stocklholms gatubild vid alla årstider, klädd i prästrock och svart hatt och rökande pipa. Sina sista år tillbringade han hos släktingar i Örkelljunga, där han avled.
Bengtsson var känd för att sälja sina skrifter med rimmet: 
Vill min herre ha ett exemplar,
så är det han som är en resolverad herre och karl.
Och vill fruntimret ha ett exemplar,
så är det hon som är riktigt snäll och rar.
Men vill ingen av herrskapet ha,
så är jag lika gla'.